# 杜松酸
杜松酸（英語：Juniperic acid）或16-羟基十六烷酸是一种ω-羟基长链脂肪酸，是棕榈酸在第16位被羟基取代后的产物。
棕榈酸通过细胞色素P450等各种酶（包括CYP704B22）转化为杜松酸。
杜松酸是植物角质层角质的关键单体。